# رويجي
رويجي (بالإنجليزية: Ruyigi)‏ هي مدينة في بوروندي، وهي عاصمة مقاطعة رويجي.
يبلغ عدد سكانها حوالي 7,139 نسمة.